# Grébault-Mesnil
Grébault-Mesnil é uma comuna francesa na região administrativa de Altos da França, no departamento de Somme. Estende-se por uma área de 2,58 km². Em 2010 a comuna tinha 218 habitantes (densidade: 84,5 hab./km²).